# 小浦站 (長崎縣)
小浦站（日语：／ Koura eki */?）是位於長崎縣北松浦郡佐佐町，屬於松浦鐵道的西九州線車站。

## 歷史
- 1931年8月29日 - 佐世保鐵道（日语：佐世保鉄道）車站啟用[1]。
- 1936年10月1日 - 佐世保鐵道國有化[2]。
- 1945年3月1日 - 實盛谷至四井樋之間改變走線，車站遷移至現地。
- 1960年1月15日 - 結束貨物業務。
- 1970年10月1日 - 成為無人車站。
- 1987年4月1日 - 伴隨國鐵分割民營化，車站由九州旅客鐵道（JR九州）營運[3][4][5]，成為JR九州松浦線車站。
- 1988年4月1日 - 松浦鐵道接管松浦線，成為松浦鐵道西九州線車站。

## 車站構造
本站是地面車站，設有1面1線的單式月台。此站是無人車站，站內沒有設置至站房，僅在月台上設有候車室。

## 車站周邊
- 小浦郵局
- 長崎縣立佐世保高等技術專門校（日语：長崎県立佐世保高等技術専門校）
- 西肥巴士（日语：西肥自動車）北部營業所
- 佐佐太陽村
- 大悲觀公園

## 使用狀況
在2017年度，1日平均上落車人次為314人。在2004年度，1日平均上落車人次為337人。在2003年度，1日平均上落車人次為350人。

## 相鄰車站
松浦鐵道
西九州線
快速
佐佐－小浦－棚方
普通
佐佐－小浦－真申

## 注腳
1. ↑  「地方鉄道運輸開始」『官報』1931年9月9日（國立國會圖書館數碼化收藏）
※上述的官報中，長崎縣錯誤地標記為「長野縣」。
2. ↑  「鉄道省告示第326.327号」『官報』1936年9月29日（國立國會圖書館數碼化收藏）
3. ↑  九州鉄道百年祭実行委員会・百年史編纂部会 (编).  初版. 九州旅客鉄道. 1988: 181 （日语）.
4. ↑  『交通年鑑 昭和63年版』 交通協力會，1988年3月。
5. ↑  今村都南雄 『民営化の效果と現実NTTとJR』 中央法規出版，1997年8月。ISBN 978-4805840863
6. ↑  長崎縣統計年鑑

## 外部連結
- 小浦站時間表 （页面存档备份，存于）（日語） - 松浦鐵道